# Fortăreața ascunsă
Fortăreața ascunsă este un film japonez din 1958, regizat de Akira Kurosawa.

## Moștenire
Filmul a fost o inspirație cheie pentru Războiul stelelor.